# Henrik Dorsin
Per Henrik Dorsin, född 20 november 1977 på Lidingö i Stockholms län, är en svensk komiker, skådespelare, manusförfattare, sångare och revymakare.

## Biografi
Dorsin började sin karriär med en statistroll i filmen Vinterviken. Sin TV-karriär inledde han i det satiriska nyhetsprogrammet Detta har hänt 1998.
Han blev sedan revymakare och dramatiker. Han har bland annat producerat revyn "Slängar av sleven" och medverkat i flera uppsättningar med teatergruppen Stockholms blodbad, som han var med och bildade tillsammans med barndomskamraterna Per Gavatin, Leo Spauls, Michael Lindgren och Erik Wernquist från tiden på Sagateatern, Lidingö. De två sistnämnda kom han att fortsätta jobba med inom ramarna för det som sedan blev Grotesco. Efter att ha gått manuslinjen på IHTV i Göteborg övergick han alltmer till att skriva sketcher och framträda som komiker. Han blev en av de drivande krafterna bakom SVT:s nöjesprogram Säpop som blev en flopp, men återvände snart till TV, bland annat som en av bisittarna i TV4:s Parlamentet.
Dorsin var hemlig gäst på Orphei Drängars årliga Caprice i Uppsala universitets aula i december 2006 och 2012 och har tillsammans med Riltons vänner framfört en tonsättning av den finska texten på O'boypaketet, med musik av Göran Lindal ursprungligen skriven till musikalen Sagoharen förstörde mitt liv som sattes upp 1996. Sången finns med på albumet Kompis.
År 2007 erhöll han det av Povel Ramel instiftade Karamelodiktstipendiet. Samma år var han med i Allsång på Skansen där han framförde en komisk sång om ett operabesök med gamla kända operor som musik, bland annat Carmen och Barberaren i Sevilla. Därefter spelade Dorsin diverse figurer i två säsonger av humorserien Grotesco, där han också är en av manusförfattarna. Han har även under flera år medverkat i flera avsnitt av humorprogram som Extra! Extra!, Time out, Stockholm live och Cirkus Möller.
I Melodifestivalen 2009 spelade han Pihlman som tillsammans med Pål (Rikard Ulvshammar) (från Grotesco) var den återkommande pausunderhållningen, Tingeling. Under flera säsonger med start vintern 2009-2010 spelade Dorsin Ove Sundberg i TV4:s succéserie Solsidan, en karaktär som han använde igen som huvudperson i den svenska versionen av The Office, Kontoret, som sändes under två säsonger 2012-2013.
Under fyra år hade han engagemang på Oscarsteatern och hade bland annat roller i uppsättningar av My Fair Lady, I hetaste laget och Singin in the rain.
Dorsin var säsongsavslutande sommarpratare i Sveriges Radios Sommar i P1 2012.
År 2014 turnerade Dorsin med föreställningen Henrik Dorsin - näktergalen från Holavedsvägen, en "humorkonsert i två akter" där han "sjunger, pratar och dansar lite". Dorsin vann Kristallen 2014 och 2018 som "Årets manliga skådespelare i en tv-produktion".
Sedan 2014 driver han Scalateatern i Stockholm tillsammans med Michael Lindgren samt Conrad och Tova Nyqvist. Dorsin och Lindgren är teaterdirektörer medan paret Nyqvist står för maten på teatern.

2014 var Henrik Dorsin julvärd för SVT. Den 2 februari 2015 tilldelades Henrik Dorsin Expressens satirpris Ankan med följande motivering på vers: 
Han blottar lögn och hyckel//hos pastor, svenne och bracka//gör groteskeri och kaos och gyckel//med maktens blickar som flacka.
En Karl Gerdhardskt begåvad filur//alstrar värme ur ironin//från klingande moll till gafflande trubadur//Grattis mannen! Henrik Dorsin!
Inför Guldbaggegalan 2016 nominerades han i kategorin Bästa manliga biroll för sin insats i långfilmen Flocken.
För Kungliga Operan skrev han en ny version av operetten Glada änkan som han själv medverkade i när den spelades 2017. För detta tilldelades han och regissören Ole Anders Tandberg Svenska Dagbladets operapris 2017. Ur motiveringen: "De har gett operettgenren nytt liv med kvickhet, satir och lika varm som vass humor.”

## Familj
Henrik Dorsin är gift med skådespelaren Hanna Dorsin och far till skådespelarna Frank Dorsin och Sigge Dorsin. Han är äldre bror till fotbollsspelaren Mikael Dorsin. Dorsin har polskt ursprung via sin farfar som invandrade efter andra världskriget. På 1950-talet bytte familjen namn från det polska Dziewior till Dorsin. 

## Teater och revy

### Roller (ej komplett)
| År   | Roll                            | Produktion                                                                                      | Regi                   | Teater                  |
| ---- | ------------------------------- | ----------------------------------------------------------------------------------------------- | ---------------------- | ----------------------- |
| 1998 | Felix Popper                    | Djävulen Clive Barker                                                                           | Erik Wernquist         | Stockholms blodbad      |
| 1999 |                                 | Revisorn                                                                                        |                        | Sagateatern, Lidingö    |
| 2000 |                                 | Landet där man gör som man vill Alan Moore                                                      | Erik Wernquist         | Stockholms blodbad      |
| 2004 | Tiggaren Munken Confessorn      | Till Damaskus August Strindberg                                                                 |                        | Teater KAOS             |
| 2004 |                                 | Slängar av sleven                                                                               |                        | Mosebacke Etablissement |
| 2005 | TV-regissör/Patient             | Muntergökarna Neil Simon                                                                        | Bjarni Haukur Thorsson | Chinateatern            |
| 2007 |                                 | Godkänd kvalitetsunderhållning                                                                  |                        | Scalateatern            |
| 2008 | Medverkande                     | En strut karameller – En hyllningsföreställning till Povel Ramel                                | Lotta Ramel            | Vasateatern             |
| 2008 | Zoltan Karpathy                 | My Fair Lady Frederick Loewe och Alan Jay Lerner                                                | Tomas Alfredson        | Oscarsteatern           |
| 2010 | Jerry/Daphne                    | Sugar - I hetaste laget Jule Styne, Bob Merrill och Peter Stone                                 | Bo Hermansson          | Oscarsteatern           |
| 2010 | Roscoe Dexter                   | Singin' in the rain Betty Comden, Adolph Green, Arthur Freed och Nacio Herb Brown               | Bo Hermansson          | Oscarsteatern           |
| 2011 | Kung Artur                      | Spamalot Eric Idle och John Du Prez                                                             | Anders Albien          | Oscarsteatern           |
| 2013 | Derek Meadle                    | Främmande Språk Simon Gray                                                                      | Gösta Ekman            | Dramaten                |
| 2014 |                                 | Näktergalen från Holavedsvägen                                                                  |                        | Turné/ Scalateatern     |
| 2015 | Medverkande                     | Grotesco på Scala – En näradödenrevy Henrik Dorsin                                              | Anna Vnuk              | Scalateatern            |
| 2017 | Benny Zetterberg, operadirektör | Glada änkan Franz Lehár, Victor Léon och Leo Stein                                              | Ole Anders Tandberg    | Kungliga Operan         |
| 2018 | Familjen D'Ysquith              | Gentlemannen Robert L Freedman och Steven Lutvak                                                | Markus Virta           | Oscarsteatern           |
| 2018 | Berättaren                      | Sagan om Karl-Bertil Jonssons julafton Tage Danielsson och Per Åhlin, bearbetning Henrik Dorsin | Anna Vnuk              | Scalateatern            |
| 2021 | Medverkande                     | Scalarevyn Henrik Dorsin                                                                        | Michael Lindgren       | Scalateatern            |

## TV
- 1998 – Falska förbindelser (SVT)
- 1998 – Detta har hänt (SVT)
- 2001 – En ängels tålamod (TV4, Säsong 2 Avsnitt 2)
- 2003 – Säpop (SVT)
- 2005 – Tjuefjerde [endast manus] (TV3 Norge)
- 2005 – Stockholm live (SVT)
- 2005-2011 – Parlamentet (TV4)
- 2006 – Grotesco Royal, vinnare av TV-serien Humorlabbet (SVT)
- 2006 – Time Out (TV4, säsong 7 & 8)
- 2006-2007 - Extra! Extra! (TV3)
- 2007 – Grotesco (SVT)
- 2008 – Skägget i brevlådan (SVT)
- 2010-2019 – Solsidan (TV4)
- 2010 – Grotesco säsong 2 (SVT)
- 2011 – Time Out (TV4)
- 2012-2013 – Kontoret (TV4)
- 2015 – Boy Machine (TV4)
- 2017 – Grotescos sju mästerverk (SVT)
- 2020 – Premiärdatum oklart (SVT)
- 2024 – LOL: Skrattar bäst som skrattar sist (Prime video)
- 2024 – Vargasommar (TV4)

## Filmer
- 1996 – Vinterviken (statistroll, ej krediterad)
- 2006 – Göta kanal 2 – kanalkampen
- 2008 – Asterix på olympiaden (Brutus, röst)
- 2008 – Wall-E (kapten B. McCrea, röst)
- 2009 – Upp (Dogge, röst)
- 2010 – Dumma mej (Felonious Gru, röst)
- 2011 – Åsa-Nisse – wälkom to Knohult (Knohultaren, manus)
- 2013 – Dumma mej 2 (Felonious Gru, röst)
- 2014 – Krakel Spektakel
- 2014 – Min så kallade pappa
- 2014 – Lasse-Majas detektivbyrå – Skuggor över Valleby
- 2015 – Flocken
- 2016 – Flykten till framtiden
- 2017 – Dumma mej 3 (Felonious Gru, röst)
- 2017 – Solsidan
- 2018 – Lyrro. Ut- och invandrarna
- 2020 – Berts dagbok
- 2020 – Se upp för Jönssonligan
- 2022 – Året jag slutade prestera och började onanera
- 2022 – Triangle of Sadness

## Musik

### Album
- Finns här några snälla barn? - 2014

## Priser och utmärkelser
- 2007 – Karamelodiktstipendiet[2]
- 2010 – Årets artist, Sällskapet Stallbrödernas pris[19]
- 2011 – Thore Skogmans riksstipendium[20]
- 2014 – Karl Gerhard-stipendiet[3]
- 2014 – Kristallen årets manliga skådespelare[3]
- 2015 – Ankan, Expressens satirpris[21]
- 2015 – Hasse Ekman-stipendiet[22]
- 2017 – Svenska Dagbladets operapris (tillsammans med Ole Anders Tandberg)[23]
- 2017 – Edvardpriset[24]
- 2021 – Albert Engström-priset
- 2022 – Den kungliga medaljen Litteris et Artibus[25]
- 2022 – Tage Danielsson-priset[26]
- 2022 – Stockholms stads hederspris (hederspriset i scenkonst)[27]